# Cerradura de tambor de pines
La cerradura de tambor de pines,  de tambor o bombillo de levas, es un mecanismo que usa levas de distintas longitudes para evitar que el cerrojo se abra sin la llave correcta. Las cerraduras de tambor de levas se suelen usar en candados cilíndricos, pero también pueden verse en candados tubulares o radiales.

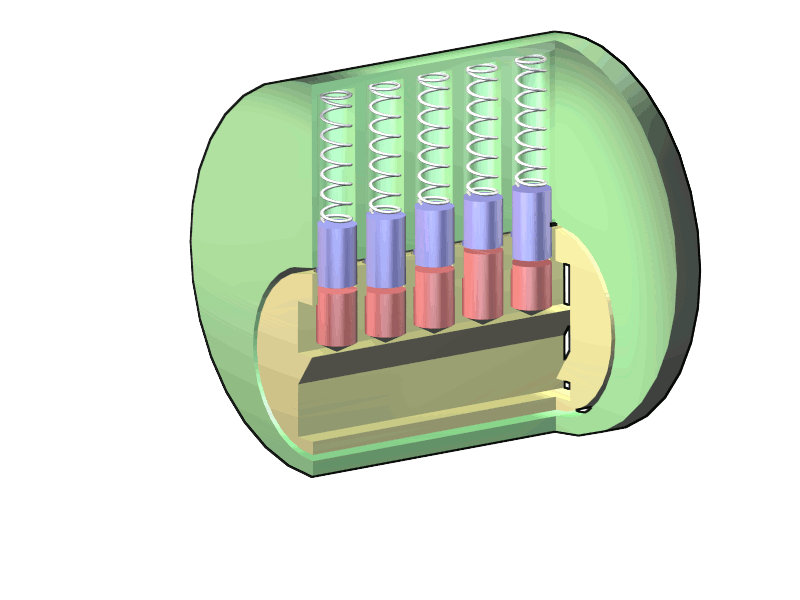
Sin una llave en la cerradura, las levas de control (azules) están en posición hacia abajo, con distintas posiciones, evitando que el tambor (amarillo) gire.

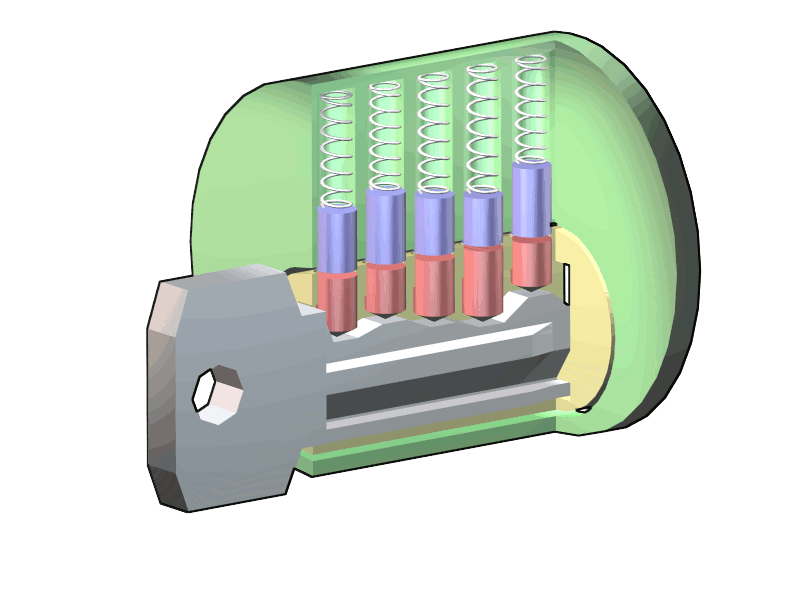
Cuando se inserta la llave correcta, las muescas de la llave levantan las levas (rojas) y las de control (azules) quedan alineados con el borde del tambor (amarillo).

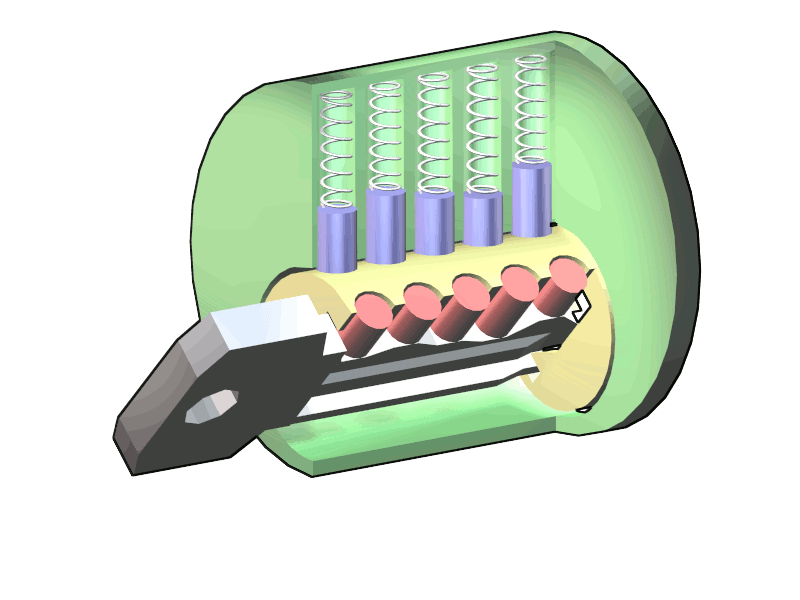
Cuando los espacios entre las levas están alineados con la línea de corte, el tambor o bombillo (amarillo) puede girar libremente.

## Historia
Los principios básicos de la cerradura de tambor de levas pueden fecharse sobre el 2000 a. C. en Egipto; la cerradura consistía en un poste pegado a la puerta, y un cerrojo que se mete en el poste. El cerrojo tenía unas aberturas verticales en las que había una serie de levas. La llave adecuada colocaba cada leva a la altura necesaria para que el cerrojo pudiera moverse y así abrir la puerta.
Según algunos la cerradura fue inventada en China hace cerca de 4000 años y rápidamente se empezó a usar en Egipto y Babilonia.
El inventor Linus Yale, patentó una cerradura de tambor de levas en 1848, un diseño que fue posteriormente modificado por su hijo, Linus Yale junior, en 1861. El diseño de Yale junior es muy similar a las cerraduras de tambor de levas que se hacen hasta hoy.

## Diseño
El tambor de pines normalmente se usa en cerraduras cilíndricas. En este tipo de cerraduras, la caja exterior tiene hueco cilíndrico en el que está insertado el tambor, que está engranado con el cierre, sea resbalón o cierre. Para abrir la cerradura, el tambor tiene que rotar.
El tambor tiene una ranura recta conocida como "ojo" de la cerradura, técnicamente se llama "estría"; por un lado permite a la llave entrar en el tambor, y por otro puede tener una leva o una palanca que active el mecanismo para abrir la cerradura. El "ojo" de la cerradura, frecuentemente tiene unos muelles que evitan que las levas (rojos) caigan, haciendo la cerradura más resistente a "forzarla". En el tambor hay una serie de agujeros verticales, normalmente cinco o seis. Estos agujeros alojan levas de varias longitudes, que tienen el extremo redondeado para permitir que la llave se deslice fácilmente.
Encima de cada leva de la llave hay una serie de levas de control (azules), los cuales reciben una fuerza de un muelle que las empuja hacia abajo. Las cerraduras simples suelen tener sólo un pin de control por cada pin de la llave. Las cerraduras diseñadas para poder abrirse con varias llaves distintas, como un conjunto de cerraduras que tienen una llave maestra, tienen un pin de control extra conocido como "pin espaciador".